# Hans Hartmann (Keltologe)
Hans Hartmann (* 18. November 1909 in Rüstringen heute Wilhelmshaven; † 11. Dezember 2000) war ein deutscher Keltologe.

## Leben
Hans Hartmann, Sohn des Gendarmeriekommissars Gustav Hartmann sowie der Johanna geborene Theiken, Schüler sowie Abiturient am Mariengymnasium in Jever, wandte sich in der Folge seit 1928 dem Studium der Klassischen Philologie, Indologie, Indogermanistik sowie der Klassischen Archäologie an der Universität Marburg zu. Zusätzlich widmete er sich dort dem Finnougrischen sowie anderen nicht-indogermanischen Sprachen. 1930 wechselte Hartmann an die Friedrich-Wilhelms-Universität nach Berlin, dort belegte er ein Studium der Slawistik, Indogermanistik, Iranistik und Philosophie, 1933 erfolgte seine Promotion zum Dr. phil.
Hartmann bekleidete im Anschluss eine Assistentenstelle an der Friedrich-Wilhelms-Universität, 1937 erhielt er ein Stipendium des  Reichserziehungsministeriums für keltologische Studien in Irland. Dort war er zunächst im National Museum in Dublin, anschließend bei der Irish Folklore Commission angestellt. Nach seiner Rückkehr nach Deutschland habilitierte er sich 1941 bei Ludwig Mühlhausen, im gleichen Jahr wurde er ins Auswärtige Amt dienstverpflichtet, dort wurde er mit der Leitung der Irlandredaktion der Reichsrundfunkgesellschaft betraut.
1948 wurde Hans Hartmann für Vergleichende Sprachwissenschaft an die Universität Göttingen umhabilitiert. 1953 übernahm er in der Nachfolge von Ernst Fraenkel den Lehrstuhl für Vergleichende Sprachwissenschaft an der Universität Hamburg und lehrte dort bis zu seiner Emeritierung 1974. Hartmann war seit 1970 Mitwirkender der Zeitschrift für celtische Philologie, dort fungierte er in den Jahren 1972 bis 1979 gemeinsam mit Heinrich Hans Wagner sowie Karl Horst Schmidt als Mitherausgeber.

## Publikationen
- Studien über die Betonung des Adjektiva im Russischen (= Veröffentlichungen des Slavischen Instituts an der Friedrich-Wilhelms-Universität Berlin. 16, ZDB-ID 974128-8). Harrassowitz, Leipzig 1936, (Berlin, Universität, Dissertation, 1936).
- Über Krankheit, Tod und Jenseitsvorstellungen in Irland. Teil 1: Krankheit und Fairyentrückung (= Schriftenreihe der Deutschen Gesellschaft für Keltische Studien. 9, ZDB-ID 500932-7). Niemeyer, Halle, 1942, (Berlin, Universität, Habilitations-Schrift, 1941).
- Der Totenkult in Irland. Ein Beitrag zur Religion der Indogermanen. C. Winter, Heidelberg 1952.
- Das Passiv. Eine Studie zur Geistesgeschichte der Kelten, Italiker und Arier. C. Winter, Heidelberg 1954.